# Hartwig H. Geiger
Hartwig H. Geiger (* 8. Mai 1939 in Hamburg) ist ein deutscher Agrarwissenschaftler und emeritierter Hochschullehrer der Universität Hohenheim. Er gehört zu den herausragenden Fachvertretern auf dem Gebiet der speziellen Pflanzenzüchtung insbesondere der Populationsgenetik.

## Leben und Wirken
Nach dem Abitur in Hamburg 1959 absolvierte Geiger eine landwirtschaftliche Lehre und studierte Landwirtschaft an der Landwirtschaftlichen Hochschule Hohenheim und der Universität Kiel. 1963 kehrte er nach Hohenheim zurück und wurde mit seiner Dissertation „Untersuchungen über Epistasie bei quantitativen Merkmalen des Maises Zea mays L.“
zum Dr. agr. 1967 promoviert; als Assistent bei F. Wolfgang Schnell habilitierte er sich und erhielt die Venia legendi für Pflanzenzüchtung in Hohenheim.
1971 wurde er als Professor auf den Lehrstuhl Pflanzenzüchtung und Populationsgenetik in Hohenheim berufen, den er bis zur Emeritierung 2007 behielt.

## Spezielle Engagements
Geiger war Oberleiter der Landessaatzuchtanstalt (1979–1996), Sprecher des interdisziplinären Forschungsschwerpunktes „Biotechnologie und Pflanzenzüchtung“ (1984–1997), Vorsitzender des wissenschaftlichen Kuratoriums der Landessaatzuchtanstalt (1996–2007) und Vorstandsmitglied des Tropenzentrums  der Universität Hohenheim.
Er war Mitglied der Zentralkommission für Biologische Sicherheit der Bundesrepublik Deutschland (1994–2000).
Darüber hinaus war Geiger Gastprofessor an der University of Minnesota in St. Paul und der University of Sydney in Australien.

## Wissenschaftliche Leistungen
- Populationsgenetik; Quantitative Genetik; Pflanzenzüchtungsforschung

## Mitgliedschaften und Ehrungen
- Gesellschaft für Genetik;
- 2000–2004 Präsident der Gesellschaft für Pflanzenzüchtung;
- European Research in Plant Breeding (EUCARPIA);
- Crop Science Society of America;
- American Genetic Association;
- 2004 Verleihung der Ehrendoktorwürde durch die Universität Gießen
- Herausgeberkollegium der internationalen Fachzeitschriften: Plant Breeding (bis 2006), Theoretical and Applied Genetics, MAYDICA

## Schriften (Auswahl)
- H. H. Geiger, F. W. Schnell: Cytoplasmic male sterility in rye (Secale cereale L.). In: Crop Sci. 10, 1970, S. 590–593.
- H. H. Geiger, M. Heun: Genetics of quantitativ resistance to fungal diseases. In: Ann. Rev. Phytopathol. 27, 1989, S. 317–341.
- H. H. Geiger: Wege, Fortschritte und Aussichten der Hybridzüchtung. In: G. Haug, G. Schuhmann, G. Fischbeck (Hrsg.): Pflanzenproduktion im Wandel. Weinheim 1990, ISBN 3-527-26316-0, S. 41–72.
- H. H. Geiger, T. Miedaner: Hybrid Rye and Heterosis. In: J. G. Coors, S. Pandey (Hrsg.): The Genetics and Exploitation of Heterosis in Crops. ASA-CSSA-SSSA. Madison 1999, OCLC 709551273, S. 439–450.
- H. H. Geiger: Biotechnologie und Pflanzenzüchtung: Schlüsseldisziplinen zur Sicherung der Ernährung einer wachsenden Menschheit. In: Dachverband Agrarforschung (Hrsg.): Glanzlichter der Agrarforschung. (= Agrarspectrum. Band 33). Frankfurt 2001, ISBN 3-7690-5032-0, S. 47–64.